# (72567) 2001 EX10
(72567) 2001 EX10 – planetoida z pasa głównego asteroid okrążająca Słońce w ciągu 5,51 lat w średniej odległości 3,12 j.a. Odkryta 2 marca 2001 roku.